# Proleptomonas faecicola
Proleptomonas faecicola ist ein heterotropher, bodenbewohnender Flagellat aus der Gruppe der Cercozoa. Er ist die einzige Art der Gattung Proleptomonas und wird in unsicherer Position dem Stamm Cercozoa zugeordnet. 

## Merkmale
Proleptomonas ist ein frei lebender, einzelliger Flagellat und ähnelt den Cercomonadida. Die Zelloberfläche ist nackt. Er besitzt eine lange, vordere Geißel und eine kurze, hintere Geißel, die dem Zellkörper anliegt. Die Zelle ist zigarrenförmig länglich bei einer Länge von 7 bis 12 µm und einer Breite von 1,5 bis 3 µm. Die lange Geißel ist 14 bis 29 µm lang und setzt apikal an. Die hintere Geißel ist so lang wie der Zellkörper. Die Fortbewegung ist sehr rasch, wobei der Körper schnell um die eigene Mitte vibriert. 
Die Ernährung erfolgt nicht durch Phagotrophie, sondern durch Endocytose mittels coated pits. Der Zellkern liegt in der Zellmitte in großer Entfernung vom Kinetid. Dieser bildet Mikrotubuli, die eine Struktur bilden, die entfernt dem Mikrotubuli-Kegel der Cercomonadidae ähneln. Extrusomen fehlen bei Proleptomonas. Die Mitochondrien besitzen tubuläre Cristae. 
Die begeißelten Stadien teilen sich nicht. Die Zellteilung erfolgt im Zysten-Stadium, das rund ist und einen Durchmesser von 6 bis 9 µm hat. Innerhalb der Zellwand der Zyste erfolgen eine oder mehrere Zellteilungen, so dass zwei bis acht Tochterzellen entstehen.

## Systematik
Proleptomonas faecicola galt ursprünglich als freilebender Kinetoplast. Später wurde die Art zu den Cercomonadidae gestellt. Sind unterscheiden sich jedoch schon morphologisch stark von diesen: sie besitzt keine Extrusomen, keinen Microbody und bildet keine Pseudopodien. Dafür fehlen den Cercomonaden die reproduktiven Zysten. Molekulargenetischen Untersuchungen zufolge sind sie kein Teil der Cercomonadidae, sondern sind eher die Schwestergruppe zu Heteromita. Adl et al. wie auch Mylnikov und Karpov stellen sie incertae sedis in die Cercozoa. In manchen Arbeiten sind sie Teil der Heteromitidae.

## Belege
- Alexander P. Mylnikov, Serguei A. Karpov: Review of diversity and taxonomy of cercomonads. Protistology, Band 3, 2004, S. 201–217. ISSN 1680-0826